# Maxim Mihaliov
Maxim Mihaliov /maksim mihaliov/ (ur. 22 sierpnia 1986 w Benderach) – mołdawski piłkarz występujący na pozycji ofensywnego pomocnika bądź skrzydłowego w drużynie Zarei Bielce.

## Statystyki kariery klubowej
Stan na 1 lipca 2018.
| Klub                 | Sezon     | Liga              | Liga  | Liga   | Puchar krajowy | Puchar krajowy | Puchar ligi | Puchar ligi | Puchary europejskie | Puchary europejskie | Suma  | Suma   |
| Klub                 | Sezon     | Liga              | Mecze | Bramki | Mecze          | Bramki         | Mecze       | Bramki      | Mecze               | Bramki              | Mecze | Bramki |
| -------------------- | --------- | ----------------- | ----- | ------ | -------------- | -------------- | ----------- | ----------- | ------------------- | ------------------- | ----- | ------ |
| Dinamo Bendery       | 2008/2009 | Divizia Națională | ?     | 13     | ?              | ?              | –           | –           | –                   | –                   | ?     | ?      |
| Maccabi Herclijja    | 2009/2010 | Liga Leumit       | 4     | 0      | ?              | ?              | –           | –           | –                   | –                   | ?     | ?      |
| Iscra-Stali Rybnica  | 2009/2010 | Divizia Națională | 14    | 0      | ?              | ?              | –           | –           | 0                   | 0                   | ?     | ?      |
| Iscra-Stali Rybnica  | 2010/2011 | Divizia Națională | 21    | 4      | ?              | ?              | –           | –           | 2                   | 0                   | ?     | ?      |
| Dacia Kiszyniów      | 2010/2011 | Divizia Națională | 15    | 1      | ?              | ?              | –           | –           | 0                   | 0                   | ?     | ?      |
| Dacia Kiszyniów      | 2011/2012 | Divizia Națională | 32    | 11     | ?              | ?              | –           | –           | 2                   | 0                   | ?     | ?      |
| Dacia Kiszyniów      | 2012/2013 | Divizia Națională | 11    | 2      | 1              | 0              | –           | –           | 4                   | 2                   | ?     | ?      |
| Dacia Kiszyniów      | 2013/2014 | Divizia Națională | 23    | 4      | ?              | ?              | –           | –           | 4                   | 0                   | ?     | ?      |
| Dinamo-Auto Tyraspol | 2014/2015 | Divizia Națională | 21    | 5      | 1              | 0              | –           | –           | –                   | –                   | ?     | ?      |
| Dacia Kiszyniów      | 2015/2016 | Divizia Națională | 21    | 1      | 1              | 0              | –           | –           | 4                   | 1                   | ?     | ?      |
| Zarea Bielce         | 2016/2017 | Divizia Națională | 27    | 7      | 3              | 0              | –           | –           | 2                   | 1                   | ?     | ?      |
| Zarea Bielce         | 2017      | Divizia Națională | 16    | 4      | 1              | 0              | –           | –           | 4                   | 0                   | ?     | ?      |
| Zarea Bielce         | 2018      | Divizia Națională | 12    | 0      | ?              | ?              | –           | –           | 0                   | 0                   | ?     | ?      |

## Statystyki kariery reprezentacyjnej
Stan na 1 lipca 2018.
| Reprezentacja | Rok     | Mecze | Bramki |
| ------------- | ------- | ----- | ------ |
| Mołdawia      | 2016    | 7     | 0      |
| Mołdawia      | 2017    | 4     | 0      |
| Mołdawia      | 2018    | 1     | 0      |
| Ogólnie       | Ogólnie | 12    | 0      |

## Sukcesy
- Mistrzostwo Mołdawii: 2010/2011
- Superpuchar Mołdawii: 2011/2012